# Kein Herz für Inder
Kein Herz für Inder ist eine Filmkomödie aus dem Jahr 2017 von Viviane Andereggen, die im Auftrag der Degeto Film von Network Movie produziert und am 27. Oktober 2017 erstmals im Ersten ausgestrahlt wurde.

## Handlung
Weil ihre 16-jährige Tochter Fiona eine echte Einzelgängerin ist und keine wirkliche Freundin hat, lassen sich ihre zerstrittenen Eltern Charlotte und Erik Neufund auf Anraten der Klassenlehrerin auf einen Schüleraustausch ein. Als Beatles-Fan wählt der Vater spontan ein Kind namens „Sandy McCartney“ von der Liste der Austauschschüler aus.
Sie freuen sich auf ein hippes britisches Mädchen, das Fiona aus ihrer Lethargie holt. Doch Sandy erweist sich als 13-jähriger Junge indischer Abstammung mit dem Namen Sacchidananda, der seiner Gastfamilie einige Überraschungen bereitet. Einerseits hat er eine einnehmend ruhig-fröhliche Art und weiß viel, andererseits besteht er auf seinen traditionellen Ritualen, die sich mit dem Alltag der Neufunds nur schwer vertragen. Auch Fiona ist von ihm anfangs eher abgestoßen.
Für ein harmonisches Miteinander hat Familie Neufund allerdings keinen Anlass: Erik Neufund ringt mit dem Finanzamt, seine Frau hat eine handfeste Affäre mit einem Anwalt, und Fionas ältere Schwester Annika will mit ihrer Familie sowieso nichts mehr zu tun haben. So wird beschlossen, Sandy zurück nach London zu schicken. Doch als Sandy am letzten Tag in der Schule Fiona mutig gegen die Sticheleien des rüpelhaften Mitschülers Benedikt in Schutz nimmt, ist sie von ihm beeindruckt und will ihn nicht mehr gehen lassen, er sei nun ihr Freund. Ihre Eltern müssen das nolens volens schlucken.
Fionas Vater – die Mutter ist mit ihrer Affäre verreist – wird vor ihren Augen von der Polizei wegen seiner Steuerschulden festgenommen. Da reisen Fiona und Sandy heimlich ab nach London zu Sandys Eltern. Da die Neufunds kein Geld für ein Flugticket haben, fahren sie in ihrem altersschwachen Bulli hinterher. Dort kommt es in harmonischer Atmosphäre zu einer Aussprache, die dazu führt, dass die Eltern Neufund doch zusammenbleiben. Sie fahren mit Sandy wieder nach Deutschland, der Austausch wird fortgesetzt.

## Produktion
Der Film wurde von der Network Movie Film- und Fernsehproduktion im Auftrag der ARD Degeto Film GmbH von Mitte Oktober bis Mitte November 2016 in Berlin produziert. Die Redaktion lag bei Claudia Luzius.
Seine Weltpremiere feierte der Film im Rahmen des 25. Filmfests Hamburg am 6. Oktober 2017 im CinemaxX am Dammtor in Hamburg.

## Rezeption

### Kritiken
Rainer Tittelbach bezeichnet den Film in seiner Kritik als „geistreiche, gut getimte & ganz stark besetzte Dramödie“, die „auch visuell überaus ansprechend gestaltet ist und mit ebenso stimmigen wie beiläufigen Motiven & Metaphern arbeitet“.
Kino.de würdigt den Film als „grandios gespielte Komödie mit Martin Brambach über eine Familie, die mit Hilfe eines Austauschschülers wieder zusammenfindet“.

### Einschaltquoten
Die Erstausstrahlung des Films am 27. Oktober 2017 erreichte 3,90 Millionen Zuschauer und 13,9 Prozent Marktanteil beim Gesamtpublikum.

## Auszeichnungen
- Nominierung für den Hamburger Produzentenpreis für Deutsche Fernsehproduktionen 2017